# Макарьевский район (Кировская область)
Макарьевский район — административно-территориальная единица в составе Нижегородского и Кировского краёв, а также Кировской области, существовавшая в 1929—1931 и 1935—1956 годах. Центр — село Макарье.

## История
Макарьевский район был образован в 1929 году в составе Котельнического округа Нижегородского края из Спасской, Троицкой и части Халтуринской волости Котельнического уезда. 30 июля 1930 года в связи с ликвидацией окружной системы в СССР Макарьевский район перешёл в прямое подчинение Нижегородского края.
В июле 1931 года Макарьевский район был упразднён, а его территория разделена между Котельничским и Даровским районами.
23 января 1935 года Макарьевский район был восстановлен в составе Кировского края (с 1936 — области).
4 июня 1956 года Макарьевский район был упразднён, а его территория разделена между Котельничским и Даровским районами.

## Административное деление
В 1950 году в состав района входило 21 сельсовет и 524 населённых пункта:
| № п/п | Сельсовет       | Кол-во НП | Население |
| ----- | --------------- | --------- | --------- |
| 1     | Вагинский       | 35        | 1156      |
| 2     | Ванеевский      | 11        | 325       |
| 3     | Верхнекуринский | 22        | 907       |
| 4     | Вторыгинский    | 30        | 1112      |
| 5     | Высоковский     | 23        | 780       |
| 6     | Гудковский      | 11        | 344       |
| 7     | Драновский      | 27        | 783       |
| 8     | Зайцевский      | 32        | 929       |
| 9     | Игошинский      | 17        | 651       |
| 10    | Киселевский     | 24        | 981       |
| 11    | Макарьевский    | 36        | 2336      |
| 12    | Михалицынский   | 22        | 699       |
| 13    | Осинский        | 19        | 1087      |
| 14    | Синцовский      | 16        | 673       |
| 15    | Слободской      | 19        | 650       |
| 16    | Соболевский     | 20        | 818       |
| 17    | Спасский        | 29        | 1441      |
| 18    | Сретенский      | 30        | 886       |
| 19    | Тюменский       | 20        | 968       |
| 20    | Халтуринский    | 36        | 2152      |
| 21    | Шалеевский      | 45        | 1451      |